# Église Saint-Sernin de Douzevielle
Pour les articles homonymes, voir Église Saint-Sernin.
L'église Saint-Sernin de Douzevielle est un lieu de culte catholique situé sur la commune de Saint-Justin, dans le département français des Landes.
Elle fait l’objet d’une inscription au titre des monuments historiques depuis le 11 décembre 1995.

## Présentation
L’église Saint-Sernin de Douzevielle est inscrite aux monuments historiques par arrêté du 11 décembre 1995.

## Galerie

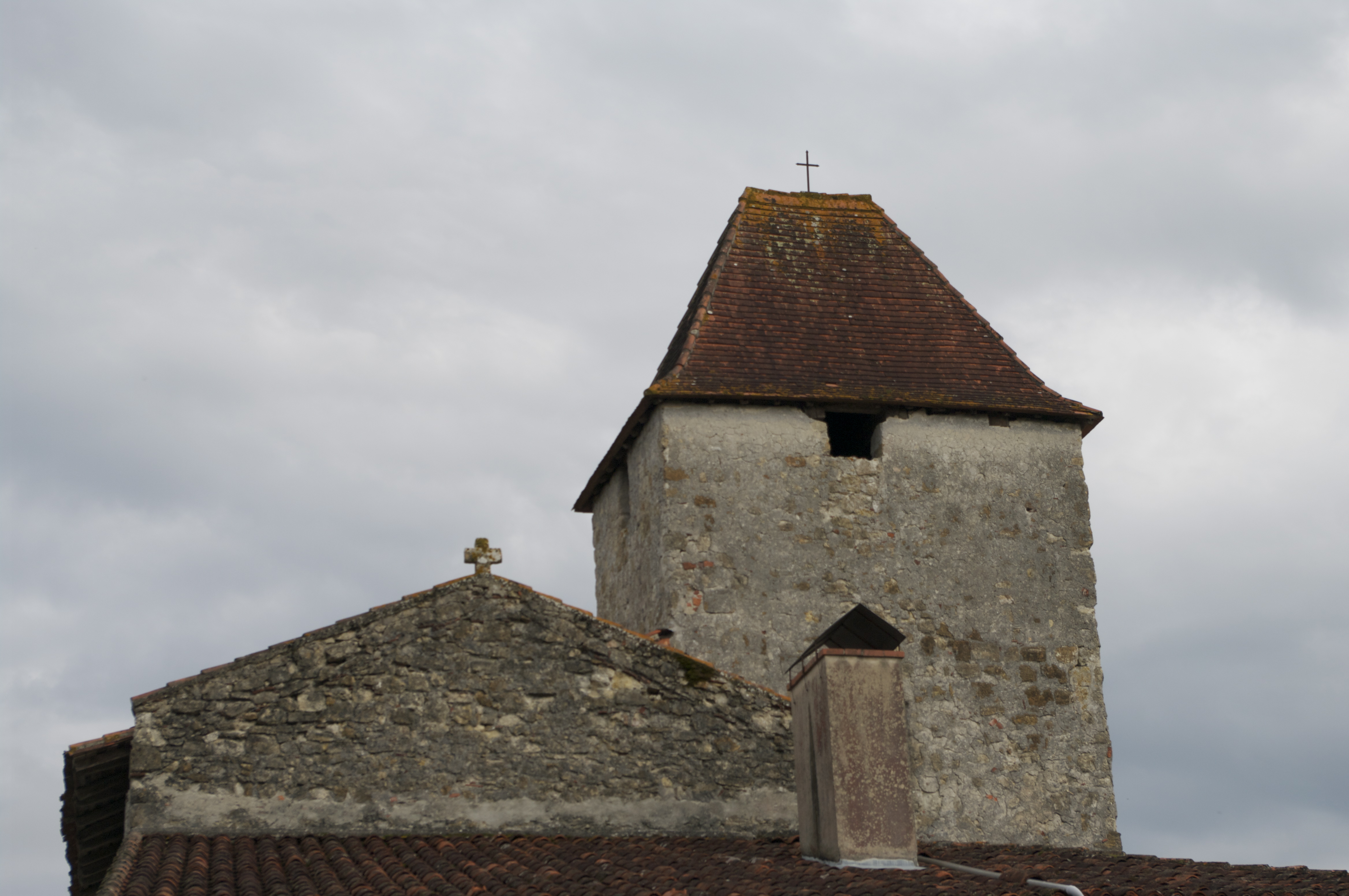
Détail de la tour
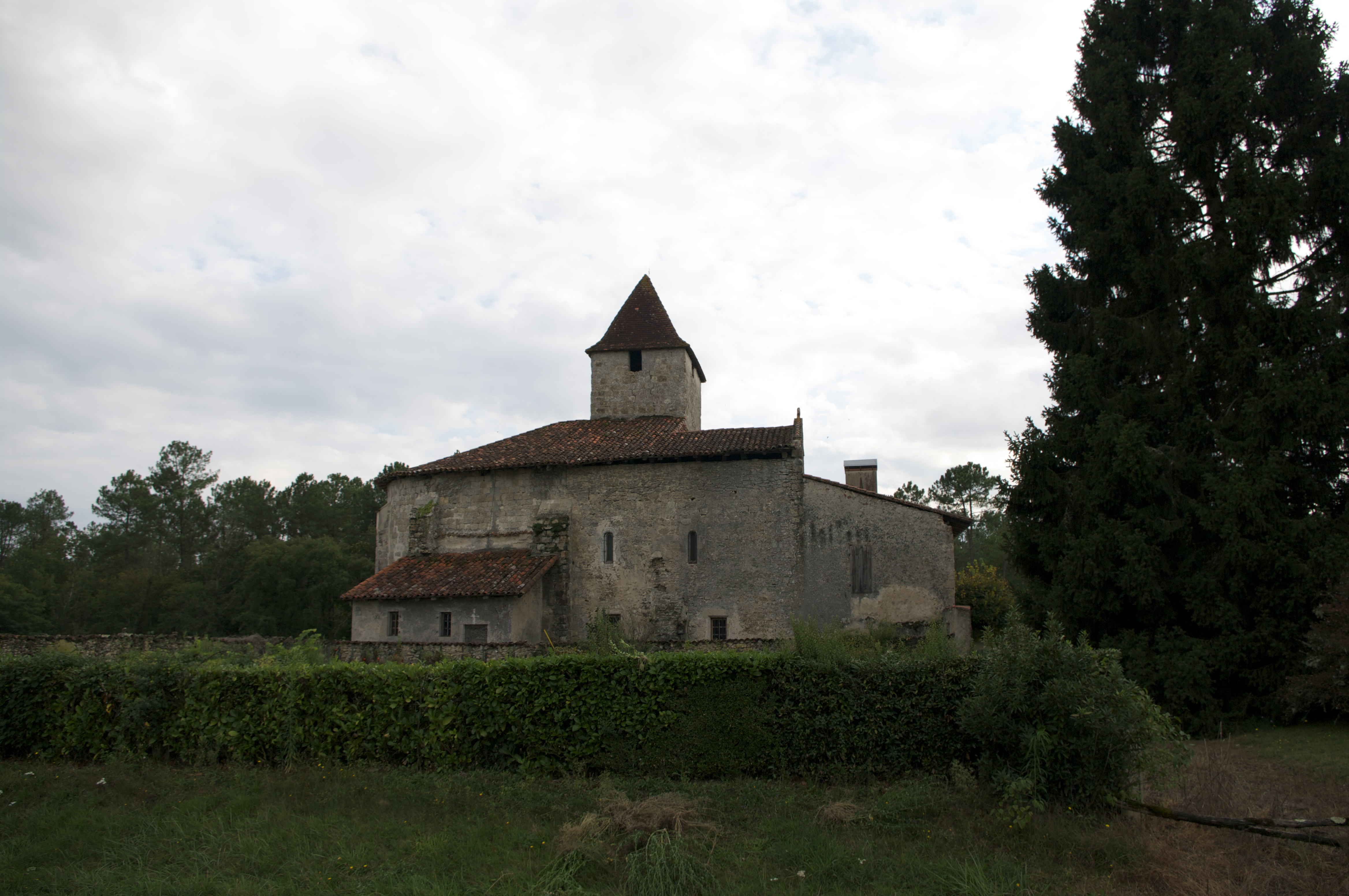
Façade nord
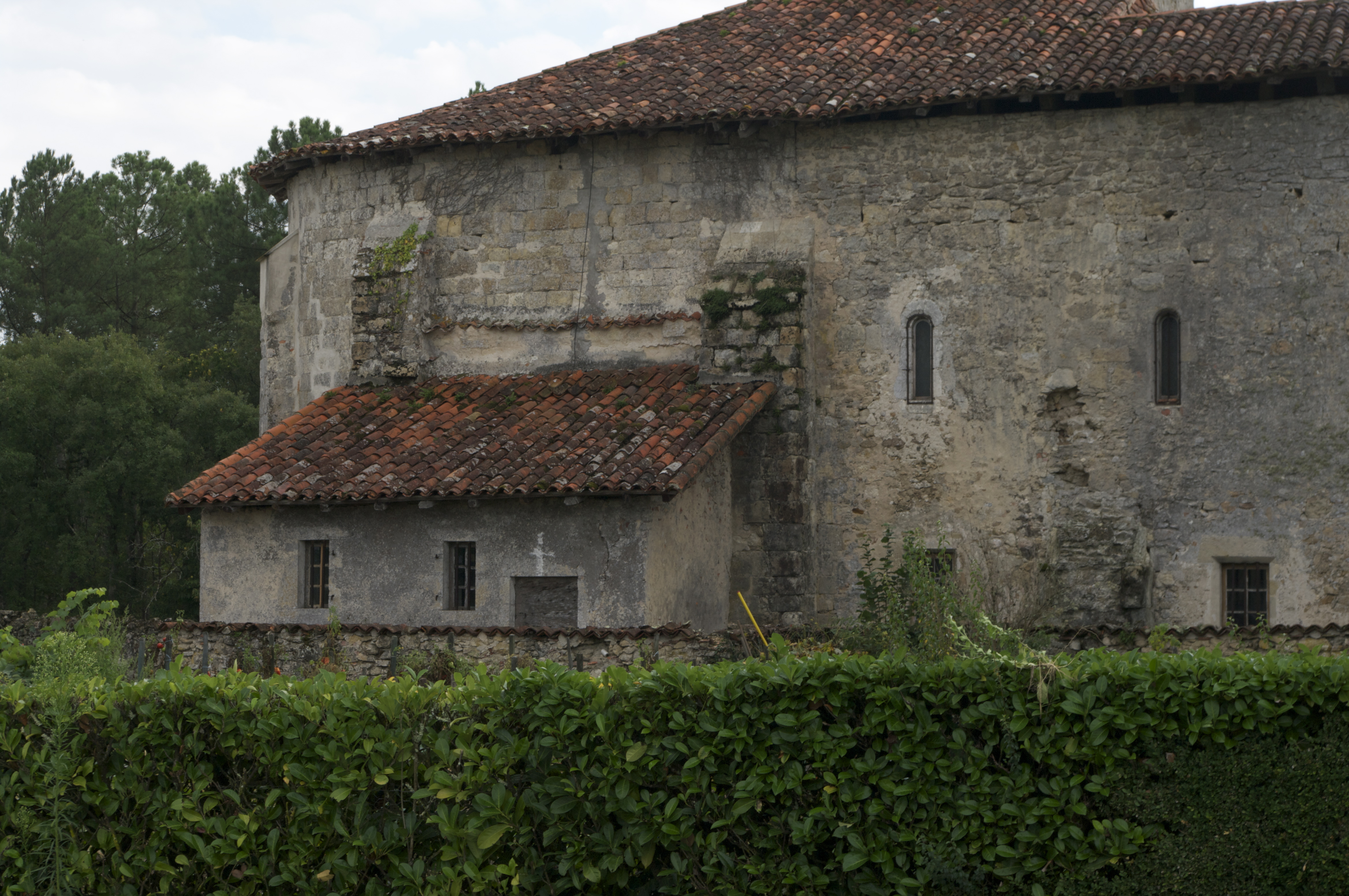
Détail de la façade nord
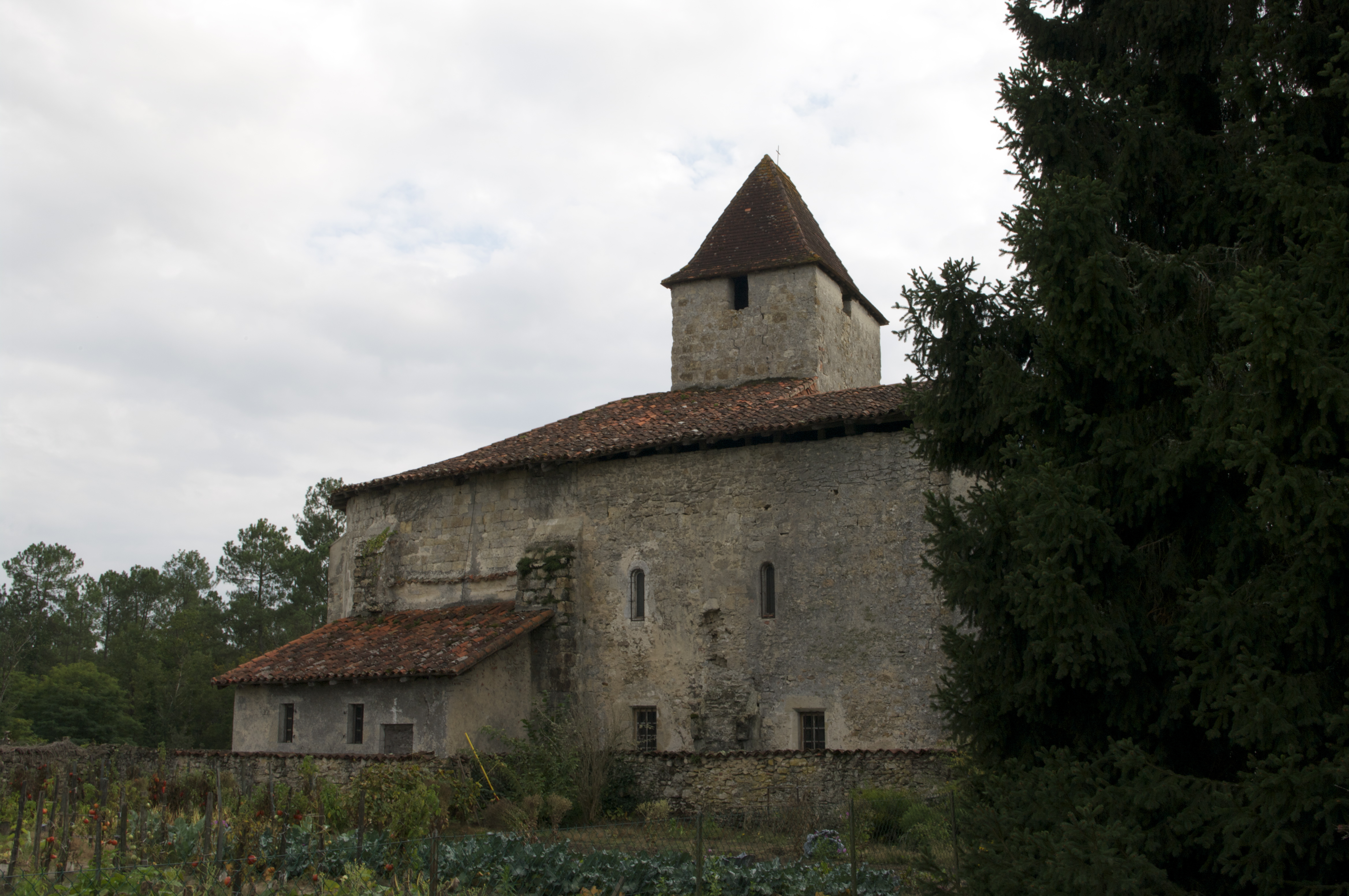
Façade nord